# Slovinská unie
Slovinská Unie (slovinsky: Slovenska skupnost, Italsky: Unione Slovena) je centristická politická strana v Itálii, jenž reprezentuje menšinu Slovinců v autonomním regionu Furlansko-Julské Benátsko. Jeho slovinský název znamená doslovně „slovinská komunita“, ale název „slovinská unie“ se používá v jiných jazycích.
Strana byla založena v 60. letech, aby zastupovala antikomunistické Slovince v Julském Benátsku. V 70. a 80. letech rozšířila svou přítomnost také na benátské Slovinsko a údolí Canale v provincii Udine. Strana byla velice blízká katolické církvi a čerpala podporu od různých slovinských katolických institucí v Itálii, jako je Hermagorasova společnost a Rada slovinských organizací.
Od roku 2007 je SSk přidružena k Demokratické straně (PD). Vztah mezi oběma stranami je upraven „dohodou o federaci“, která zaručuje plnou samostatnost SSk. Strana je také součástí středo-levé koalice.

## Média
Strana má oficiální noviny s nazvem Skupnost . Týdenní deník Novi glas ("Nový hlas"), publikovaný v Gorici Hermagorasovou společností, také obecně podporuje stranický program, politiky a ideologii, i když je někdy vůči činnostem strany kritický.